# Phytomyza nigricoxa
Phytomyza nigricoxa är en tvåvingeart som beskrevs av Friedrich Georg Hendel 1935. Phytomyza nigricoxa ingår i släktet Phytomyza och familjen minerarflugor.
Artens utbredningsområde är Tyskland. Arten har ej påträffats i Sverige. Inga underarter finns listade i Catalogue of Life.